# Kinarestaurang

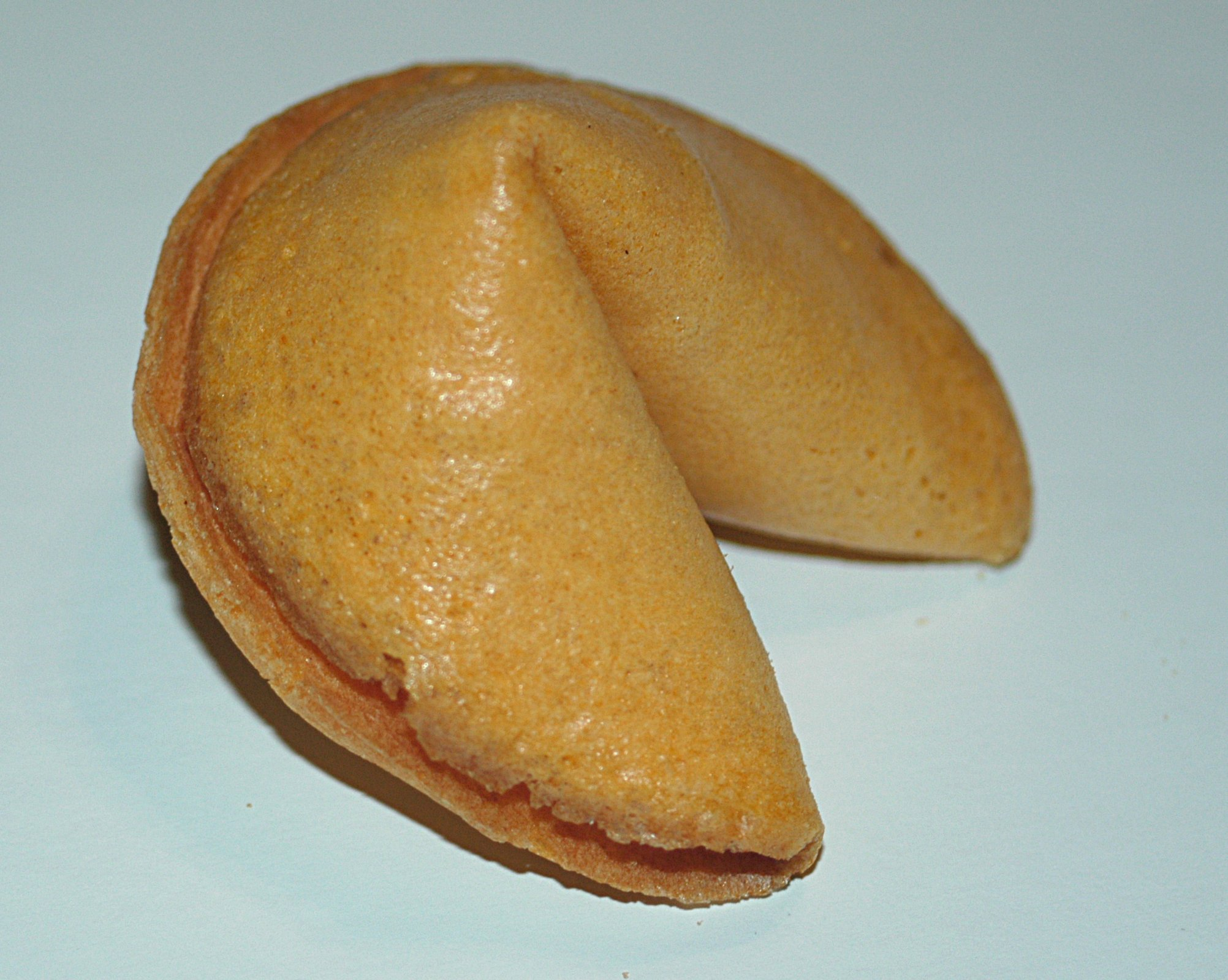
En lyckokaka (fortune cookie) tilldelas gäster efter maten på en del kinarestauranger.

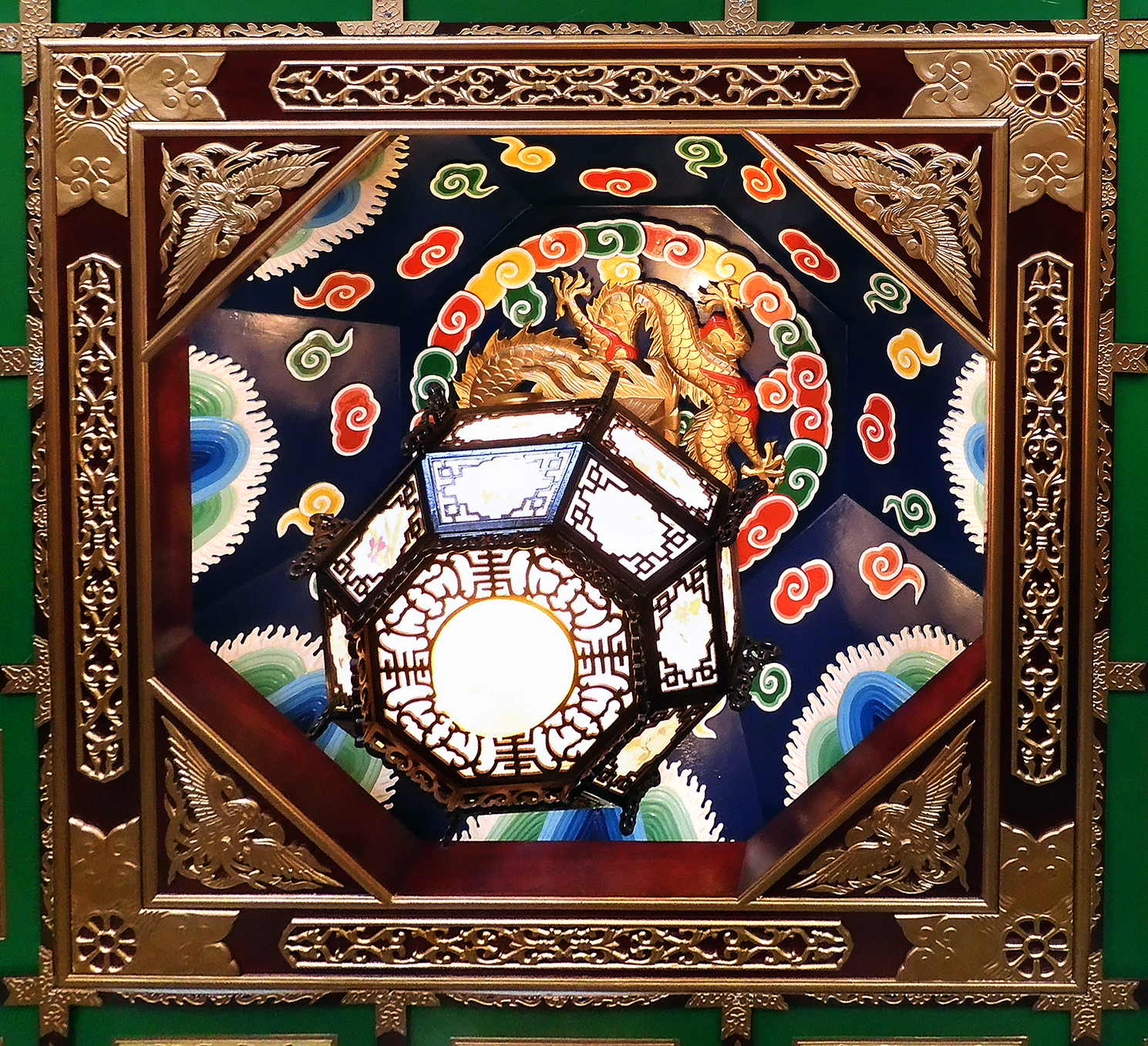
Detalj av ett exklusivt dekorerat tak på en kinarestaurang i Ystad.

Kinarestaurang (kinesisk restaurang, kinakrog) är en inrättning som serverar kinesisk mat utanför Kina. Smak och tillagning är vanligen mer eller mindre anpassad till lokalt rådande smak och lokala råvaror. Den har tidigare som regel haft "traditionell" kinesisk inredning och muzak, men nyöppnade restauranger satsar idag något mindre på överlastad etnisk inredning. 

## Svenska och finska kinarestauranger
I Sverige är detta en av de vanligaste restaurangtyperna och återfinns i såväl storstäder som mindre orter. Kinesisk mat på restaurang serverades för första gången i Sverige i Stockholm – på Berns – år 1944, medan den första svenska kinesiska restaurangen öppnades i Göteborg först år 1959 av Liu Wan Chong från Peking. Restaurangen – Kinesiska Muren – lades ned den 30 juni 2016.

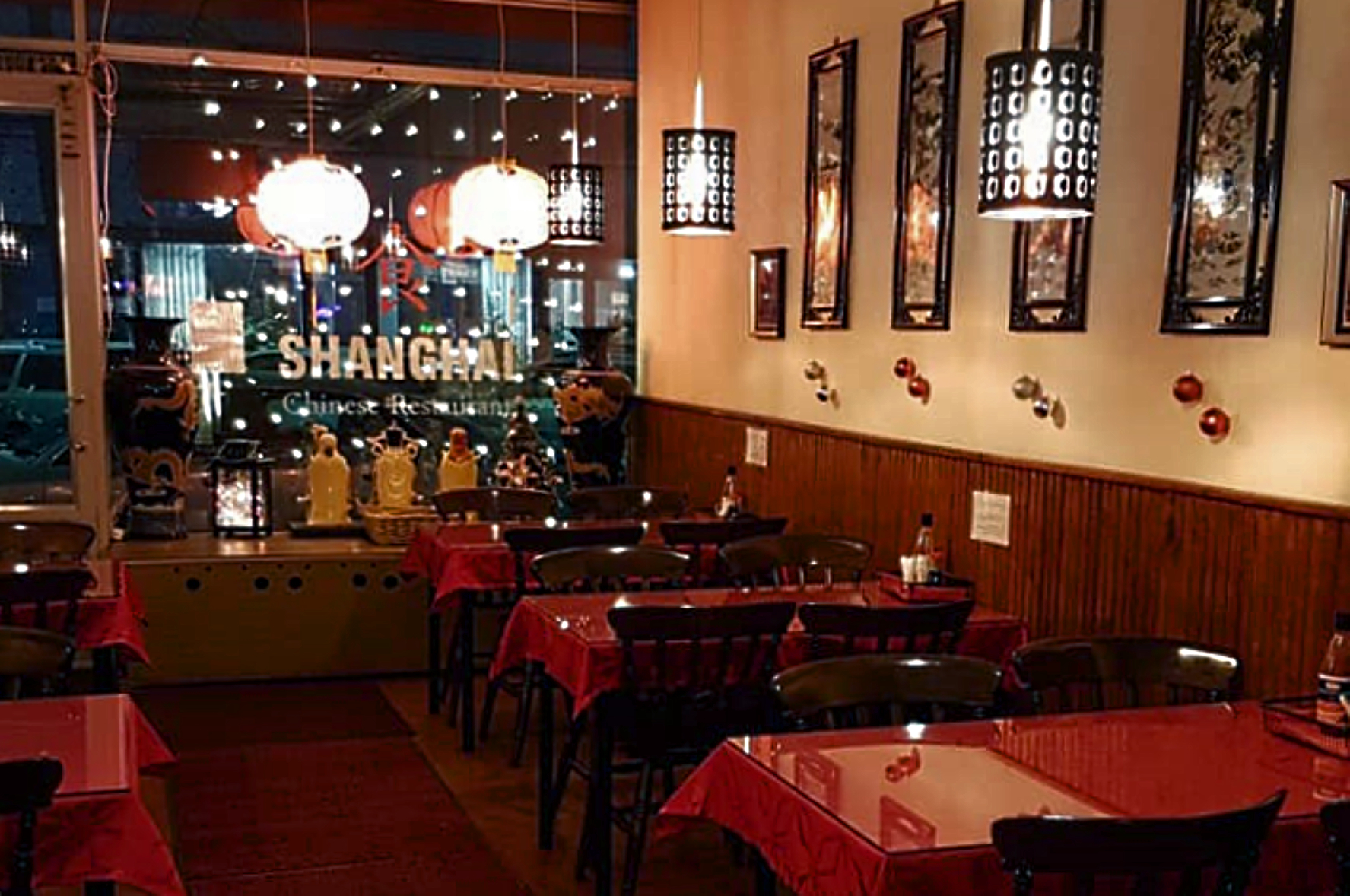
Kinarestaurang i Tammerfors, Finland.

Den första kinesiska restaurangen i Finland öppnades 1953 i Hotell Torni i Helsingfors.
Till skillnad från kinarestauranger i USA, men i likhet med restauranger i Kina, serverar svenska kinarestauranger som regel inte lyckokakor till kaffet.

## Västerländska kinarestauranger
I övriga Västeuropa drevs de första kinarestaurangerna av personer från provinsen Guangdong och Hongkong, vilket fortfarande präglar menyerna. Idag ägs och drivs många av senare invandrade entreprenörer från Zhejiang, och menyerna blandar rätter från olika delar av landet. Sedan början av 2000-talet omfattar menyerna också ibland japansk och thailändsk mat. Det kan också påpekas att rätterna smakar ganska annorlunda i jämförelse med hur mat smakar i Kina, dels på grund av olika råvaror, dels på grund av att restaurangerna har tagit bort eller modifierat rätter med till exempel ben kvar i köttet.

### "Traditionella" maträtter på västerländska kinarestauranger
- Fyra små rätter
- Stekta blandade grönsaker
- Biff med bambuskott
- Friterad banan med glass
- Vårrullar
- Pekingsoppa
- Kyckling Chop Suey